# Obrium maculatum
Obrium maculatum är en skalbaggsart som först beskrevs av Olivier 1795.  Obrium maculatum ingår i släktet Obrium och familjen långhorningar.
Artens utbredningsområde är:
- El Salvador.
- Guatemala.
- Honduras.
- Nicaragua.

Inga underarter finns listade i Catalogue of Life.